# Oculto (película de 2005)
Oculto (2005) es una película española dirigida por Antonio Hernández en 2005, y protagonizada por Laia Marull, Angie Cepeda, Leonardo Sbaraglia, Gary Piquer, Emma Cohen, Carlos Hipólito, Joaquín Climent, Geraldine Chaplin, Marta Belenguer.
Antonio Hernández creó un thriller en el que sumerge al público en el esotérico mundo de los sueños. Para este film ha confiado en actores con los que ya había trabajado y alguna nueva incorporación. El reparto está encabezado por Laia Marull (Te doy mis ojos), que coincidió con el director en Lisboa, Leonardo Sbaraglia (Carmen, Intacto) y Geraldine Chaplin (Hable con ella) que compartieron rodaje con Hernández en En la ciudad sin límites, Angie Cepeda (Pantaleón y las visitadoras) y Joaquín Climent (Los lunes al sol). Tres años después de conseguir el Goya por el guion de En la ciudad sin límites, Antonio Hernández vuelve a encargarse de dar la vuelta a un género tan machacado como el thriller.

## Sinopsis
Los jóvenes de hoy se vuelcan en mejorar en su trabajo y crecer en lo profesional rápidamente, dejando en un segundo plano sus vidas sentimentales y su estabilidad emocional. Éste es el caso de tres jóvenes: Álex, un incansable mujeriego, Beatriz, una mujer retraída y solidaria y Natalia, una colombiana que busca resolver sus problemas a través de los sueños. Los tres acuden a una conferencia sobre la interpretación de los sueños para solucionar sus inquietudes, pero dejar tu destino en manos de otra persona es un arma de doble filo. 

## Reparto
- Laia Marull como Beatriz
- Leonardo Sbaraglia como Álex